# Nassachtal (Landschaftsschutzgebiet)
Das Landschaftsschutzgebiet Nassachtal ist ein mit Verordnung des Landratsamts Göppingen (die auch für den Rems-Murr-Kreis gilt) vom 6. September 1982 ausgewiesenes Landschaftsschutzgebiet (LSG-Nummern 1.17.043 und 1.19.054) im Gebiet der beiden Landkreise in Baden-Württemberg.

## Lage
Das insgesamt 2166,6 Hektar große Gebiet umfasst den gesamten Einzugsbereich der Nassach, also das ganze Nassachtal mit angrenzenden Flächen. 995,0 ha liegen dabei im Landkreis Göppingen und 1171,6 ha im Rems-Murr-Kreis. Das LSG Nassachtal gehört zum Naturraum 107-Schurwald und Welzheimer Wald innerhalb der Haupteinheit 10-Schwäbisches Keuper-Lias-Land. Das 9,8 Hektar große Naturschutzgebiet Nr. 1116 Bärentobel wird vollständig vom LSG umschlossen. Teile des Nassachtals gehören außerdem zum FFH-Gebiet Nr. 7222-341 Schurwald.

## Schutzzweck
Wesentlicher Schutzzweck ist die Erhaltung der reizvollen naturnahen Landschaft mit der Vielfalt ihrer prägenden Elemente als naturnaher Lebens- und Erholungsraum. Ein besonderer Schutz der Natur und Landschaft in ihrer Ganzheit und in einzelnen Teilen ist erforderlich.